# Catena d'oro Manin

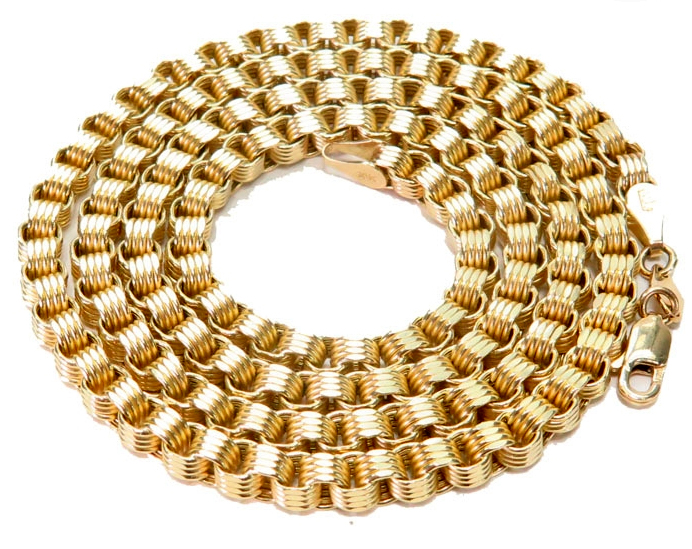
Catena d'oro Manin

La catena d'oro, denominata Manin, è costituita da un filo d'oro 22 carati. Il processo consiste nel fare piccoli anelli d'oro, con sezione cava semicircolare, da saldare insieme a formare una maglia fine. Se il lavoro è molto abile da 1 grammo d'oro si può ottenere una catena di 12-15cm.
Questo tipo di lavoro manuale per creare le catene d'oro con fili sottili intrecciati è tipicamente veneziano. Il nome originale della lavorazione "entercosei" è comunemente sostituito con Manin, o Manini, nel XVIII secolo. Si tratta di una lavorazione storica di gioielli, difficile da trovare al giorno d'oggi e quindi particolarmente ricercata.
La storia riporta che i veneziani a Costantinopoli appresero il processo e lo fecero proprio già nel VI secolo. Le catene Manin ornarono il collo e i polsi di nobildonne veneziane e Dogaresse durante tutta la storia della Repubblica di Venezia.
L'oro Manin era considerato dotale ed era consuetudine che ogni madre dividesse le proprie catene in parti uguali tra le figlie che a loro volte trasmettevano questa tradizione alla prole. Per questo motivo è ormai molto raro trovare una catena Manin di notevole lunghezza, anche se ci sono esempi storici di 50-60 metri.
Il nome "Manin" di questa lavorazione è dato in onore della famiglia Manin, di origini antichissime, che a Venezia divenne molto ricca e potente col tempo grazie ai meriti e al valore di molti suoi membri, che ottennero il rispetto delle persone, l'onore del re e l'accettazione tra la nobiltà friulana prima e la nobiltà veneziana tardi. I Manin, nel 1740, erano i più ricchi tra tutti i nobili veneziani iscritti nel Libro d'Oro: vi si riporta che godevano di ottantamila ducati di reddito annuo, oltre a duecentomila ducati in contanti e lo stesso valore in gioielli. Questi fondi provenivano principalmente dalle terre possedute: prestiti statali o affitti a Venezia.
Il nome Manin è anche noto per essere stato l'ultimo Doge, Ludovico Manin IV, colui che con dignità affrontò la dissoluzione della Repubblica minacciata da Napoleone Bonaparte, il 12 maggio 1797 e presiedette l'ultima seduta del Maggior Consiglio che ne decretò la fine, dopo più di undici secoli di indipendenza e di gloria.